# دميتري تورسنوف

## روابط إضافية
- Dmitry's official website
- official site of Gorin Tennis Academy long time training center of Dmitry Tursunov
- Dimtry talking to Gabby Logan on BBC Radio Five Live
- دميتري تورسنوف على موقع رابطة محترفي التنس (الإنجليزية)
- دميتري تورسنوف على موقع الاتحاد الدولي لكرة المضرب (الإنجليزية)
- دميتري تورسنوف على موقع كأس ديفيز (الإنجليزية)
- دميتري تورسنوف على موقع خلاصة التنس.كوم (الإنجليزية)
- دميتري تورسنوف على موقع إي إس بي إن.كوم (الإنجليزية)
- دميتري تورسنوف على موقع أوليمبيديا (الإنجليزية)
- Tursunov Recent Match Results
- Tursunov World Ranking History
- Tursunov Tells All in Estoril ATP Blog
- 'Tursunov Tales': Dmitry's permanent blog in ATP.com
- Davis Cup Profile
- From Russia With Love a Dmitry Tursunov Poem
- New York Times article on Tursunov
- دميتري تورسنوف على موقع IMDb (الإنجليزية)
- دميتري تورسنوف على موقع قاعدة بيانات الفيلم (الإنجليزية)